# Sonia Touati
Pour les articles homonymes, voir Touati.
Sonia Touati, née le 13 mars 1973, est une pongiste tunisienne.

## Carrière
Sonia Touati remporte aux Jeux africains de 1995 la médaille d'argent en simple dames et en double dames avec Afef Naouar.
Elle participe aux Jeux olympiques de 1992 et 1996.